# Kutsuna Shiori
Kutsuna Shiori (Nhật: 忽那 汐里 sinh ngày 22 tháng 12 năm 1992) là một nữ diễn viên và thần tượng người Nhật sinh ở Úc. Cô được biết đến với vai trò là Yukio trong Deadpool 2, Mori Ran trong Shinichi Kudo's Written Challenge và Minami Maho trong BECK.

## Cuộc sống ban đầu
Kutsuna sinh ngày 22 tháng 12 năm 1992 tại Killarney Heights, Sydney, Australia. Cô sống ở Úc cho đến 14 tuổi trước khi chuyển đến Nhật Bản để theo đuổi sự nghiệp như một thần tượng và nữ diễn viên.

## Sự nghiệp
Năm 2006, Kutsuna giành giải thưởng Judge's Prize tại Cuộc thi sắc đẹp trẻ toàn quốc năm 2006 của Nhật Bản.
Năm 2009, cô có vai chính đầu tiên, vai Tsugumi Nitobe trong 7 Mannin Tantei Nitobe (70 000 People Detective Nitobe), một sinh viên đại học bình thường có 70,000 người bạn trên Internet và giải quyết những trường hợp khó khăn bằng cách sử dụng bộ não của họ.
Năm 2011, cô được chọn đóng vai Ran Mori trong một phần đặc biệt cho bộ phim hành động trực tiếp Thám tử lừng danh Conan, một bộ manga nổi tiếng được viết bởi Gosho Aoyama. Cô thay thế Tomoka Kurokawa, người đóng vai Ran trong các chương trình đặc biệt trước đó vào năm 2006 và 2007.
Năm 2012, cô được tạp chí điện ảnh Kinema Junpo bình chọn là Nữ diễn viên mới xuất sắc nhất năm 2011.
Cô đóng vai Yukio đột biến trong Deadpool 2 (2018), đối diện với Ryan Reynolds, Josh Brolin và Zazie Beetz.

## Cuộc sống cá nhân
Năm 2011, cùng với các nữ diễn viên Kawakita Mayuko và Narumi Riko, Kutsuna tốt nghiệp trường trung học Horikoshi ở Nakano, Tokyo, Nhật Bản.
Vào năm 2013, cô bỏ học đại học, trước khi bắt đầu lại vào năm thứ ba, vì lợi ích của sự nghiệp của cô. Cơ quan của cô cho biết: "Thật khó khăn khi cô ấy đi làm trong khi đi học. Cô ấy có một thời gian khó tham dự các lớp học do công việc của cô ấy trong các bộ phim truyền hình. Cô ấy chấp nhận điều này và bỏ học. Bây giờ cô ấy sẽ tập trung vào sự nghiệp diễn xuất của mình".
Kutsuna thông thạo cả tiếng Anh lẫn tiếng Nhật. Cô được liên kết với Oscar Promotion.

## Danh sách phim

### Loạt phim truyền hình
| Năm  | Tiêu đề                        | Vai                                          | Mạng           | Ghi chú                                                        | Chú thích |
| ---- | ------------------------------ | -------------------------------------------- | -------------- | -------------------------------------------------------------- | --------- |
| 2007 | 3 nen B gumi Kinpachi Sensei 8 | Kanai Akiko                                  | TBS            | Class 3-B                                                      |           |
| 2008 | Taiyo to Umi no Kyoshitsu      | Fujisawa Risa                                | Fuji TV        | Class 3-1                                                      |           |
| 2009 | Mei-chan no Shitsuji           | Amo Rin                                      | Fuji TV        | Master, Moon Rank, St. Lucia Girl's Academy                    |           |
| 2009 | 70 000 People Detective Nitobe | Nitobe Tsugumi                               | BS Asahi       | vai chính đầu tiên                                             | [ 4 ]     |
| 2009 | The Witch Trial                | Kashiwagi Haruka                             | Fuji TV        | vai hỗ trợ                                                     |           |
| 2009 | Shōkōjo Seira                  | Mizushima Kaori                              | TBS            | vai hỗ trợ                                                     |           |
| 2010 | Graduation Song                | Sato Mami                                    | Fuji TV        | chính, Story 1: Bestfriend                                     |           |
| 2011 | Jidankoshonin Gota Keshi       | Sakura Ayano                                 | NTV            | vai chính                                                      |           |
| 2011 | Gō                             | Sen                                          | NHK            | Tokugawa Clan & Vassals First Child of Gou & Tokugawa Hidetada |           |
| 2011 | I'm Mita, Your Housekeeper     | Asuda Yui                                    | NTV            | vai hỗ trợ; gia đình Asuda                                     |           |
| 2012 | O-PARTS                        | Miyamae Yuki                                 | Fuji TV        | vai chính                                                      |           |
| 2012 | Yo nimo Kimyo na Monogatari    | Kashiwagi Misa                               | Fuji TV        | chính; Segment 4: "Changing Room"                              |           |
| 2012 | 20nen-go no Kimi e             | Sawada Mariko                                | TBS            | vai hỗ trợ; con gái của Yuichiro                               |           |
| 2012 | Single Mothers                 | Kijima Yukino                                | NHK            | vai hỗ trợ                                                     |           |
| 2013 | Nakuna, Hara-chan              | Konno Kiyomi                                 | NTV            | hỗ trợ, nữ chính thứ hai                                       |           |
| 2013 | Kazoku Game                    | Mizukawa Sara (Asami Maika / Tachibana Maki) | NTV            | vai hỗ trợ                                                     |           |
| 2013 | Machiisha Jumbo!!              | Asuka Baba                                   | NTV, YTV       | vai chính, y tá                                                | [ 5 ]     |
| 2014 | Nezumi, Edo wo Hashiru         | Kosode                                       | NHK            | vai chính                                                      |           |
| 2014 | Bitter Blood                   | Maeda Hitomi                                 | Fuji TV        | hỗ trợ, nữ chính                                               |           |
| 2014 | Ukai ni Koishita Natsu         | Yuzu Tachibana                               | NHK BS Premium |                                                                |           |
| 2016 | Kamogawa Shokudo               | Koishi Kamogawa                              | NHK BS Premium | vai chính                                                      | [ 6 ]     |
| 2017 | 1942-nen no Play Ball          | Kimiko                                       | NHK G          |                                                                | [ 7 ]     |

### Phim
| Năm  | Tiêu đề                                                                      | Vai                   | Studio                                  | Ghi chú                   | Chú thích |
| ---- | ---------------------------------------------------------------------------- | --------------------- | --------------------------------------- | ------------------------- | --------- |
| 2009 | Guardian Angel                                                               | Ryoko                 | Avex Entertainment                      |                           | [ 8 ]     |
| 2010 | Chonmage Purin                                                               |                       | J Storm                                 |                           |           |
| 2010 | BECK                                                                         | Minami Maho           | Shochiku                                | nữ chính, chị của Ryusuke | [ 9 ]     |
| 2011 | My Back Pages                                                                | Mako Kurata           | Asmik Ace Entertainment                 | vai hỗ trợ                |           |
| 2011 | 3 nen B gumi Kinpachi Sensei: Final                                          | Kanai Akiko           | TBS                                     | vai khách                 |           |
| 2011 | Shojotachi no Rashinban                                                      | Eshima Ran            | Klock Worx                              | vai chính                 |           |
| 2011 | Shinichi Kudo's Written Challenge! The Mystery of the Legendary Strange Bird | Mouri Ran             | NTV, YTV                                | vai chính, nữ chính       | [ 1 ]     |
| 2012 | Shinichi Kudo and the Kyoto Shinsengumi Murder Case                          | Mouri Ran             | NTV, YTV                                | vai chính, nữ chính       | [ 10 ]    |
| 2012 | The Life of Guskou Budori                                                    | Neri                  | Tezuka Productions                      | Voice of Neri             | [ 11 ]    |
| 2013 | Petal Dance                                                                  | Haraki                | Bitters End                             | vai chính                 | [ 12 ]    |
| 2013 | Before The Vigil                                                             | Machiko Yamada        | Toei                                    | —                         | [ 13 ]    |
| 2013 | Unforgiven                                                                   | Natsume               | Warner Bros. & Nikkatsu                 | vai hỗ trợ                | [ 14 ]    |
| 2014 | Oh! Father                                                                   | Taeko                 | TBA                                     | vai chính, nữ chính       | [ 15 ]    |
| 2015 | 125 Năms Memory                                                              | Haru/Harumi           | Toei, Creators' Union, Böcek Yapım      | nữ chính                  | [ 16 ]    |
| 2016 | Kingsglaive: Final Fantasy XV                                                | Lunafreya Nox Fleuret | Aniplex & Sony Pictures                 | vai chính, nữ chính       | [ 17 ]    |
| 2017 | Kiseki                                                                       | Rika                  | Toei                                    |                           |           |
| 2017 | Cat Collector's House                                                        | Michiru Towada        | AMG Entertainment                       |                           |           |
| 2017 | Oh Lucy!                                                                     | Mika Ogawa            | Phantom Film & Film Movement            |                           |           |
| 2018 | The Outsider                                                                 | Miyu                  | Netflix                                 | phim Mỹ                   |           |
| 2018 | Deadpool 2                                                                   | Yukio                 | 20th Century Fox & Marvel Entertainment | phim Mỹ                   | [ 18 ]    |
| 2019 | Murder Mystery                                                               |                       | Netflix                                 | phim Mỹ                   |           |

### Quảng cáo
| 2008 - NTT東日本 DENPO115 - POCKY 2008-2010 (第50 - 51代 Pocky Princess) - Aera Home クラージュ - TAKARATOMY Hi-kara 2010 - MOS Burger - KYOTO KIMONO YUZEN | 2011 - SUNTORY Oolong Tea Premium Clear - dip はたらくスマイルプロジェクト (星野夏子 役) 2012 - Aera Home「環境設計の家」 - DAIHATSU Campaign (ダイハツ キャンペーン) - カリエ Noz BEASHOW - EPSON (セイコーエプソン カラリオ) | 2013 - Pokka「ヒラメキ宣言」 - Pokka キレートレモン - LION デンタークリアMAXライオン 2014 - ゲオホールディングス 2nd STREET / JUMBLE STORE - MOSDO! - Pokka 企業 - Hay Day (Supercell ヘイ・デイ) |

### Video quảng cáo
- 11 tháng 12 năm 2008 ORANGE RANGE Oshare Banchou feat. Soy Sauce 「おしゃれ番長 feat.ソイソース / 中華料理 篇」[33]
- 17 tháng 6 năm 2009 ASIA ENGINEER「僕にできる事のすべて」[34]

## Thành tích
| Năm  | Giải thưởng                          | Thể loại                               | Tác phẩm đáng chú ý                | Kết quả   | Chú thích     |
| ---- | ------------------------------------ | -------------------------------------- | ---------------------------------- | --------- | ------------- |
| 2006 | 11th Japan Bishōjo Contest           | Giải thưởng đặc biệt của ban giám khảo | Herself                            | Đoạt giải |               |
| 2010 | 2nd TAMA Cinema Awards               | Nữ diễn viên mới nổi xuất sắc nhất     | BECK & Looking up at the Half-Moon | Đoạt giải | [ 35 ]        |
| 2010 | 7th Beauty Week Award                | Người đẹp nhất                         | Herself                            | Đoạt giải | [ 36 ]        |
| 2011 | 85th Kinema Junpo Award              | Nữ diễn viên mới xuất sắc nhất         | My Back Pages                      | Đoạt giải | [ 37 ]        |
| 2011 | 9th Clarino Beautiful Legs Award     | danh mục tuổi teen                     | Herself                            | Đoạt giải | [ 38 ]        |
| 2011 | 2nd Japan Wedding Best Dresser Award | Giải thưởng áo cưới tốt nhất           | Herself (với Ayame Goriki)         | Đoạt giải | [ 39 ]        |
| 2012 | 66th Mainichi Film Award             | Giải thưởng New Sponichi Grand Prix    | My Back Pages                      | Đoạt giải |               |
| 2012 | 54th Blue Ribbon Awards              | Nữ phụ xuất sắc nhất                   | —                                  | Đề cử     | [ 40 ] [ 41 ] |
| 2012 | Japan Natto Cooperative Society      | Natto Queen                            | Herself                            | Đoạt giải | [ 42 ]        |
| 2013 | 77th Television Drama Academy Awards | Nữ phụ xuất sắc nhất                   | —                                  | Đề cử     | [ 43 ]        |
| 2014 | 37th Japan Academy Prize             | Người mới của năm                      | Unforgiven & Before The Vigil      | Đoạt giải | [ 44 ] [ 45 ] |